# Hisayoshi Ogura
Hisayoshi Ogura (小倉 久佳?, Ogura Hisayoshi; ...) è un compositore giapponese, fondatore della "house band" della Taito Corporation Zuntata.
Noto per aver composto le colonne sonore di molti celebri videogiochi della casa di sviluppo (come Darius, Kiki KaiKai e The Ninja Warriors), il suo stile è stato spesso accostato alla musica elettronica sperimentale; tuttavia, in Zoids Infinity Ex si è focalizzato più su partiture orchestrali. Ha prestato inoltre la sua voce per il personaggio di Marco di Kaiser Knuckle (noto anche come Global Champion).
Abbandonati gli Zuntata dopo aver musicato Darius Burst, per il quale aveva scritto solamente un pezzo, la sua band venne da quel momento accreditata nei titoli di coda dei giochi successivi come "OguraHisayoshiOngaSeisakushow" (「小倉久佳音画制作所」). Dopo un anno diventò un free agent.